# Ljubica Otašević
Ljubica Otašević (in serbo Љубица Оташевић?; Gornji Milanovac, 2 agosto 1933 – Houston, 12 aprile 1998) è stata una cestista e attrice jugoslava.

## Carriera
Con la Jugoslavia ha disputato due edizioni dei Campionati europei (1954, 1956).